# Копчене пиво

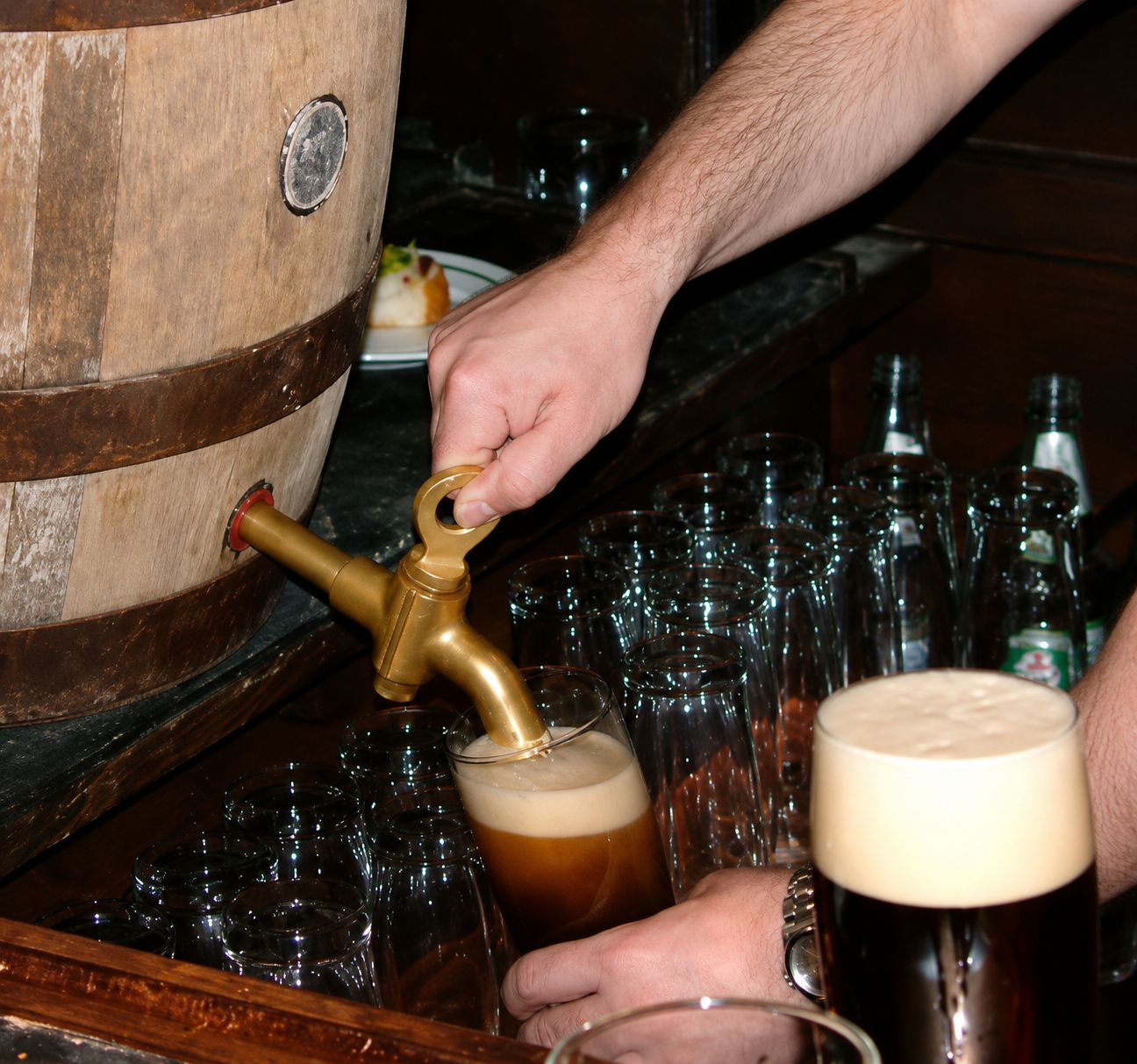
Розливання копченого пива з бочки

Копче́не пи́во, також відоме як ра́ухбір (нім. Rauchbier) — спеціальний сорт німецького пива, що відрізняється помітним копченим присмаком, який досягається використанням солоду, висушеного на відкритому вогні.
Традиції варіння копченого пива збереглися в районі міста Бамберг у Франконії (Баварія), на початку XXI сторіччя певного розповсюдження набуло виробництво копченого пива невеликими броварнями в інших регіонах Німеччини та за кордоном.

## Історія
Вважається, що виробництво копченого пива веде свою історію щонайменше від XVI сторіччя, в якому воно вже вироблялося на теренах Франконії. Його виникнення пов'язують із технологічними обмеженнями, за яких сушіння солоду на відкритому вогні було однією з небагатьох альтернатив підготовки цієї сировини для пивоваріння, особливо за несприятливих погодних умов, коли традиційне сушіння на сонці було неможливе.
З розвитком технологій з'явилися дієвіші способи сушіння солоду, які поступово витіснили використання відкритого вогню. Втім, низка невеликих пивоварень у Бамберзі та околицях продовжувала виробництво копченого пива, яке мало своїх шанувальників завдяки особливому пізнаваному смаку.
На початку XXI сторіччя копчене пиво почали включати у свій асортимент броварні з інших частин Німеччини, а також іноземні виробники, насамперед невеличкі пивоварні США, які активно експериментують з історичними сортами пива та їхніми поєднаннями.

## Різновиди
Навіть класичне копчене пиво має низку різновидів, яких об'єднує лише використання копченого солоду. Найбільш широко цей вид солоду додається при варці традиційних німецьких сортів пива, таких як Мерцен, Вайцен, Бок, Чорне пиво та інших, з яких, відповідно, виробляються Märzen Rauchbier, Weizen Rauchbier, Bock Rauchbier, Schwarz Rauchbier і так далі.
Новітні різновиди копченого пива відрізняються ще ширшим асортиментом, зокрема виробляються копчені портери, шотландські елі, індійські світлі елі тощо.

## Смакові особливості
З огляду на різноманіття видів копченого пива його смак також суттєво відрізняється. Насиченість копченого присмаку залежить від частки копченого солоду, яка складає від 20 % до 100 % усього солоду, який використовують для виробництва того чи іншого сорту. Відповідно копчений смак може бути присутнім від легкого присмаку до домінуючого (як у більшості сортів Schlenkerla). Загалом смак копченого пива є поєднанням безпосередньо копченого смаку та смаку «базового» сорту пива (бока, пшеничного тощо). Хмелева гіркота зазвичай майже не відчутна.
Також копчене пиво може мати різні відтінки смаку залежно від деревини, використаної при копченні солоду. Крім класичної для цих цілей деревини бука можуть використовувати дуб, вільху, фруктові дерева та навіть торф.